# Пруды (Сумская область)
Пруды (укр. Пруди) — село, Сафоновский сельский совет, Путивльский район, Сумская область, Украина.
Код КОАТУУ — 5923883815. Население по переписи 2001 года составляло 320 человек.

## Географическое положение
Село Пруды находится на правом берегу реки Сейм, выше по течению примыкает город Путивль, ниже по течению на расстоянии в 2 км расположено село Сафоновка, на противоположном берегу — сёла Октябрьское и Корольки.
Река в этом месте извилистая, образует лиманы, старицы и заболоченные озёра, откуда и её название. Рядом проходит автомобильная дорога Т-1914.

## История
- На западной околице села Пруды обнаружено поселение бронзового века.

## Экономика
- Молочно-товарная ферма.

## Объекты социальной сферы
- Фельдшерско-акушерский пункт.